# جوني غولدستاين
جوني غولدستاين (بالعبرية: יונתן גולדשטיין‏) هو مغني وملحن ومنتج أسطوانات إسرائيلي، ولد في 29 يناير 1991 في موتسا عيليت ‏ في إسرائيل.

## وصلات خارجية
- جوني غولدستاين على موقع ميوزك برينز (الإنجليزية)
- جوني غولدستاين على موقع ديسكوغز (الإنجليزية)